# Richard F. Harless

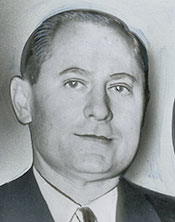
Richard F. Harless

Richard Fielding Harless (* 6. August 1905 in Kelsey, Upshur County, Texas; † 24. November 1970 in Phoenix, Arizona) war ein US-amerikanischer Politiker. Zwischen 1943 und 1949 vertrat er den zweiten Wahlbezirk des Bundesstaats Arizona im US-Repräsentantenhaus.

## Frühe Jahre und politischer Aufstieg
Im Jahr 1917 kam Richard Harless nach Thatcher in Arizona. Dort besuchte er die öffentlichen Schulen einschließlich der High School. Danach studierte er bis 1928 an der University of Arizona in Tucson. Von 1928 bis 1930 arbeitete Richard Harless als Schullehrer in Marana. Danach studierte er an der juristischen Fakultät der University of Arizona Jura. Im Jahr 1933 wurde er als Rechtsanwalt zugelassen. Daraufhin begann er in Phoenix in diesem Beruf zu arbeiten.

## Politischer Aufstieg
Im Jahr 1935 war Harless Stellvertreter des städtischen Anwalts der Stadt Phoenix und 1936 stellvertretender Attorney General von Arizona. Zwischen 1938 und 1942 war er Bezirksstaatsanwalt im Maricopa County.
Als Mitglied der Demokratischen Partei wurde Richard Harless bei den Kongresswahlen des Jahres 1942 in das US-Repräsentantenhaus gewählt. In diesem Jahr zogen erstmals zwei Abgeordnete aus Arizona in den Kongress ein; das war ein Ergebnis der Volkszählung des Jahres 1940. Richard Harless vertrat den zweiten Wahlbezirk, während John R. Murdock weiterhin den ersten Bezirk in Washington repräsentierte. Harless übte dieses Mandat nach zwei Wiederwahlen zwischen dem 3. Januar 1943 und dem 3. Januar 1949 aus. Im Jahr 1948 verzichtete er auf eine neuerliche Kandidatur. Stattdessen kandidierte er für das Amt des Gouverneurs von Arizona. Diese Kandidatur scheiterte aber bereits in den Vorwahlen seiner Partei, die den späteren Wahlsieger Dan Garvey nominierte. Im Jahr 1954 verfehlte er die Nominierung seiner Partei für eine Rückkehr in den Kongress. Diese Nominierung erhielt er im Jahr 1960, dann unterlag er aber seinem republikanischen Gegenkandidaten. Nach seiner Zeit im Repräsentantenhaus arbeitete Richard Harless als Rechtsanwalt. Er starb im November 1970 in Phoenix.